# 존스턴 크릭

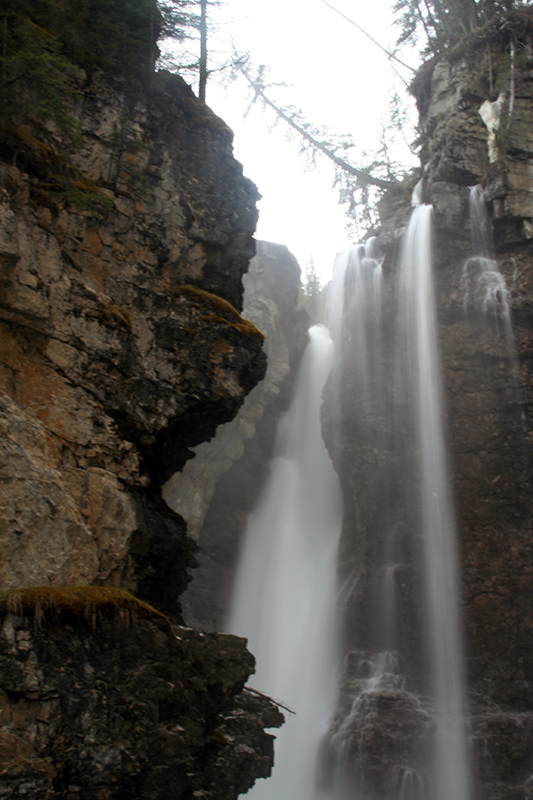
존스턴 캐넌의 폭포

존스턴 크릭(Johnston Creek →존스턴 천)은 캐나다 로키산맥의 보강에서 분기하는 작은 시냇물이다. 밴프 국립공원 내에 위치해 있으며 색다른 협곡과 트래킹 코스, 사슴과 붉은 다람쥐 등을 야생동물과 자연스럽게 마주칠 수 있는 명소이기도 하다.

## 상세
존스턴 크릭은 캐슬 산 북쪽의 빙하계곡에서 발원하며 배저 산길 남서쪽, 펄새틸라 산길 남쪽에 자리해 있다. 해발고도는 2,500m이다. 이곳에서 존스턴 시냇물은 남서쪽으로 헬레나 리지와 소백산맥(Sawback Range) 사이를 흐르고, 남쪽으로 존스턴 캐넌이라는 이름의 협곡을 따라 지난다. 이후 밴프와 루이스호 사이의 캐슬 산 바로 남쪽 지점에서 보 강에 합류한다. 이 지점의 해발고도는 1,440m이다.
존스턴 크릭이 보 강과 인접하는 구간에는 앞서 언급한 존스턴 캐넌 (Johnston Canyon)이라는 거대한 협곡을 따라 흐르는데, 수천년간 강물에 침식되어 형성되었다. 시냇물이 석회암을 깎아 가파른 절벽과 폭포, 터널, 웅덩이 등의 지형을 만들어낸 것이다. 이곳에는 협곡을 따라 하이킹 산길이 조성되어 있는데 협곡 위 존스턴 밸리의 초지까지 이어지며, 사람들이 많이 찾는다. 산길 첫 구간은 인조 보도로 구성되어 안전손잡이와 다리 등이 설치되어 있으며, 나머지 구간은 바위투성이의 자연 산길이다. 초지에는 '잉크 팟' (Ink Pots)이라고 해서 샘이 솟는 여섯 개의 청록색 웅덩이가 자리해 있다. 겨울에는 폭포가 어는데 이곳에서 얼음 등반을 하는 사람들도 많다.
협곡 입구에는 관광객 안내사무소와 대형 주차장이 있으며 시내 하구와 가깝다. 또 보 밸리 파크웨이 (1A번 고속도로)를 따라 나 있다.

### 사진

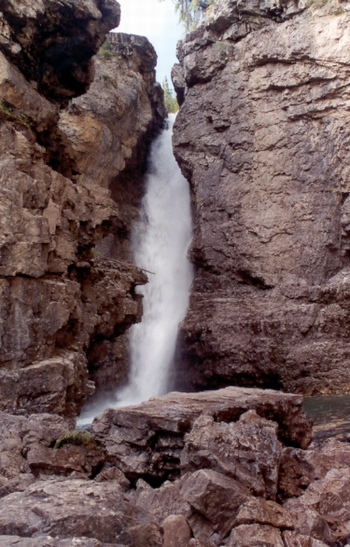
존스턴 캐넌의 폭포
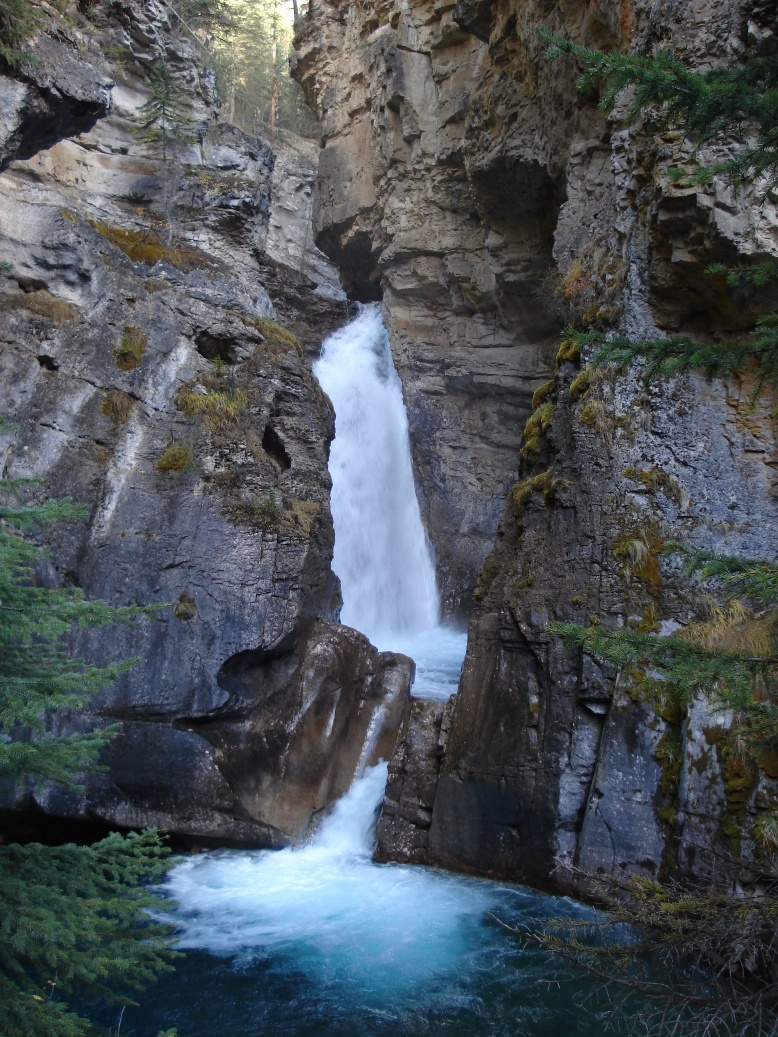
낮은 폭포
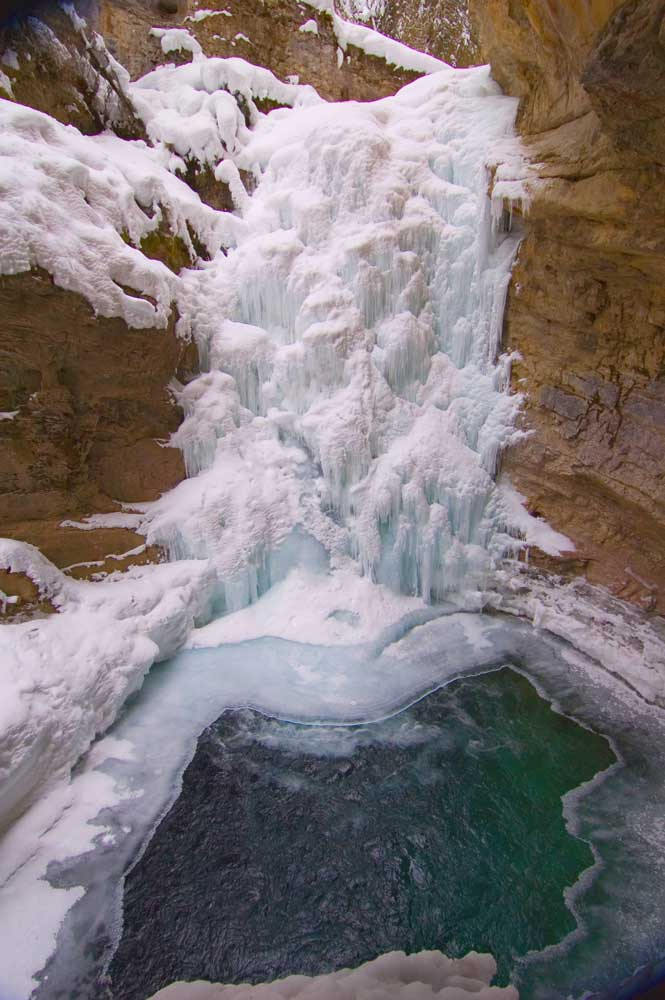
얼음 폭포
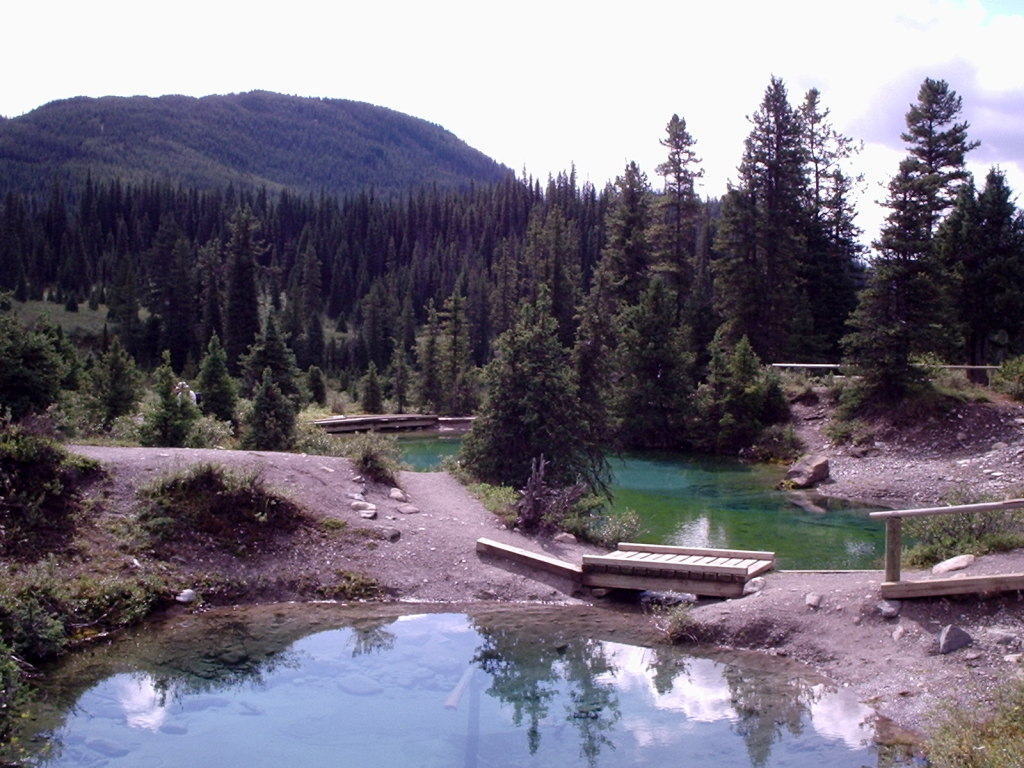
잉크 팟